# Death rock
Death rock eller Deathrock er en musikalsk genre, der kombinerer elementer fra den generelle punk-musik med lydelementer typisk brugt i gyserfilm. På trods af de beslægtede navne er death rock meget anderledes end den mere velkendte death metal, der er en subgenre indenfor heavy metal.
Death rock indeholder generelt en musikstruktur, der minder om punk eller post-punk, med få akkorder, guitarer med ekko og en meget tydelig bas. Hertil er tilføjet "lydeffekter" spillet på guitar eller keyboard, der meget gerne må adskille sig fra øvrig kendt musik. Teksterne er typisk indadvendte og handler om isolation, angst, tab (psykologi), død og så videre. For at fremhæve teksternes karakter er de fleste forsangere indenfor death rock karismatiske eller i besiddelse af en stemme, der adskiller sig fra mainstream-musikken.
Death rock har været brugt siden 1950'erne om en genre, hvor teksterne omhandlede dødsfald på nære personer, og blev senere mere generelt anvendt om den del af 1980'ernes punk, der var fokuseret på at fremmane skræmmende mentale billeder. 
Deathrock blev tidligere brugt som synonym med gothic rock, indtil begrebet death rock nærmest forsvandt fra den musikalske scene. 
Musikalsk er death rock nært beslægtet med horror punk, selvom lydbilledet i horror punk er hurtigere og højere. Death rocken er også mere alvorlig og mere melankolsk/romantisk end horror punken.
| Musik | Spire Denne musikartikel er en spire som bør udbygges. Du er velkommen til at hjælpe Wikipedia ved at udvide den. |